# Neokomunizm
Neokomunizm − nieformalna nazwa nurtu społeczno-politycznego. Reprezentuje on zasadnicze teorie społeczno-gospodarcze zawarte w dziełach Karola Marksa i Fryderyka Engelsa. Odcina się częściowo lub całkowicie od metod działania dyktatury komunistycznej. Polega on na realizacji idei komunizmu w nowych warunkach, zasady i poglądy są adaptacją komunizmu i marksizmu do nowych warunków społecznych.

## Pochodzenie słowa
Określenie „neo-komunizm” w języku rosyjskim, według dostępnych danych, po raz pierwszy zostało użyte przez A. N. Tarasowa w listopadzie 1973 roku w jego dziele „Zasady neokomunizmu”, która stała się teoretycznym dokumentem tajnej Partii Nowych Komunistów (NCP), a następnie Neokomunistycznej Partii Związku Radzieckiego (NCSPS). Ideowo „Zasady neo komunizmu” są związkiem ortodoksyjnego marksizmu, leninizmu, trockizmu i koncepcji nowej lewicy, często anarchistycznej.

## Współczesne użycie pojęcia
W tej chwili nie ma jasnej koncepcji neo-komunizmu. Neo-komuniści nazywają siebie jako tych, którzy mają negatywny stosunek do modelu sowieckiego, a ci, którzy są pozytywnie nastawieni do Związku Radzieckiego to partie polityczne, które są spadkobiercami KPZR (Komunistyczna Partia Federacji Rosyjskiej Rosyjska Partia Komunistyczna, Liga Komunistyczna i inne). Do grupy tej zaliczają się także zwolennicy anarchizmu i kapitalizmu państwowego.
Głównym problemem dla rozwoju teorii neo-komunizmu jest zbytnia obszerność i niejasność jego nauk, a także słabe zrozumienie charakteru i koncepcji nauczania. To prowadzi do niezdolności do konkurowania z ideami komunizmu i liberalizmu Radzieckiego i innych pomysłów współczesnych prądów burżuazyjnych. W konsekwencji nie znaleziono żadnych znaczących realizacji w praktyce.
Sytuację komplikuje fakt, że wśród tych, którzy zaprzeczają modelowi monopolu państwowego jako modelowi niesocjalistycznemu, nie ma też jednoznacznej, a nawet identycznej pozycji w nie-sowieckiej teorii komunizmu
Jeden z autorów „Manifestu neo-komunizmu” proponuje koncepcję neo-komunizmu jako systemu społecznego z organizacją sieci społeczeństwa, którego wszystkie elementy są zjednoczone w mikro-Zjednoczone – Gminy, które w imieniu swoich członków współdziałają z rządem federalnym i biorą udział w gospodarce.
Inny autor idei neo-komunizmu proponuje nową koncepcję komunistycznego zredukowaną do zestawu reguł do sposobu, dostosowaną do danego czasu, Karol Marks postulował całą teorię rozwoju społeczeństwa w wielu etapach. Zgodnie z zasadami neo-komunizmu jest on podobny do klasycznego komunizmu, ale istnieją pewne różnice, poprawki i uzupełnienia do tradycyjnej teorii komunizmu. Główną różnicą jest to, że neo-komunizm jest zaprojektowany w celu osiągnięcia komunizmu w nowym lub okresowo zmieniającym się świecie.

## Neokomunistyczna Białoruś
Mianem neokomunistycznej określana jest czasem Białoruś rządzona przez Aleksandra Łukaszenkę, która odcina się od Związku Radzieckiego, ale systemem gospodarczym kraju jest socjalizm rynkowy i 80% PKB kraju wytwarza sektor państwowy. System Białorusi nie jest podobny, ani do kapitalizmu, ani do radzieckiej wersji komunizmu i z tego też powodu bywa określany jako neokomunistyczny.

## Partie neokomunistyczne jako partie nie odwołujące się do totalitaryzmu lub eurokomunistyczne
Nurt ten reprezentują silne w Europie Zachodniej partie eurokomunistyczne, takie jak m.in. Francuska Partia Komunistyczna, Niemiecka Partia Komunistyczna, Włoska Partia Odrodzenia Komunistycznego, partie marksistowsko-leninowskie w Czechach Komunistyczna Partia Czech i Moraw, w Polsce Komunistyczna Partia Polski,
w Europie Wschodniej nurt ten jest o wiele słabszy, reprezentuje go m.in. Partia Robotnicza na Węgrzech, silnie reprezentowany jest w Rosji, na Ukrainie, Białorusi, Naddniestrzu.